# Schenectady Open
Lo Schenectady Open è stato un torneo di tennis facente parte prima del Grand Prix e poi dell'ATP Tour.
Si è giocato dal 1987 al 1994 a Schenectady negli Stati Uniti su campi in cemento.

## Albo d'oro

### Singolare maschile
| Anno | Vincitore       | Finalista      | Punteggio     |
| ---- | --------------- | -------------- | ------------- |
| 1987 | Jaime Yzaga     | Jim Pugh       | 0–6, 7–6, 6–1 |
| 1988 | Tim Mayotte     | Johan Kriek    | 5–7, 6–3, 6–2 |
| 1989 | Simon Youl      | Scott Davis    | 2–6, 6–4, 6–4 |
| 1990 | Ramesh Krishnan | Kelly Evernden | 6–1, 6–1      |
| 1991 | Michael Stich   | Emilio Sánchez | 6–2, 6–4      |
| 1992 | Wayne Ferreira  | Jamie Morgan   | 6–2, 6–7, 6–2 |
| 1993 | Thomas Enqvist  | Brett Steven   | 4–6, 6–3, 7–6 |
| 1994 | Jacco Eltingh   | Chuck Adams    | 6–3, 6–4      |

### Singolare femminile
| Anno | Vincitrice         | Finalista           | Punteggio     |
| ---- | ------------------ | ------------------- | ------------- |
| 1985 | Linda Gates        | Jennifer Goodling   | 6–1, 6–1      |
| 1986 | Luciana Corsato    | Jennifer Fuchs      | 6–0, 6–4      |
| 1987 | Camille Benjamin   | Vicki Nelson-Dunbar | 6–2, 6–3      |
| 1988 | Gretchen Magers    | Terry Phelps        | 7–6, 6–4      |
| 1989 | Laura Gildemeister | Marianne Werdel     | 6–4, 6–3      |
| 1990 | Anke Huber         | Marianne Werdel     | 6–1, 5–7, 6–4 |
| 1991 | Brenda Schultz     | Alexia Dechaume     | 7–6, 6–2      |
| 1992 | Barbara Rittner    | Brenda Schultz      | 7–6, 6–3      |
| 1993 | Larisa Neiland     | Natalija Medvedjeva | 6–3, 7–5      |
| 1994 | Judith Wiesner     | Larisa Neiland      | 7–5, 3–6, 6–4 |

### Doppio maschile
| Anno | Vincitori                            | Finalisti                       | Punteggio     |
| ---- | ------------------------------------ | ------------------------------- | ------------- |
| 1987 | Gary Donnelly / Gary Muller          | Brad Pearce / Jim Pugh          | 7–6, 6–2      |
| 1988 | Alexander Mronz / Greg Van Emburgh   | Paul Annacone / Patrick McEnroe | 6–3, 6–7, 7–5 |
| 1989 | Scott Davis / Broderick Dyke         | Brad Pearce / Byron Talbot      | 6–2, 7–6      |
| 1990 | Richard Fromberg / Brad Pearce       | Brian Garrow / Sven Salumaa     | 6–2, 3–6, 7–6 |
| 1991 | Javier Sánchez / Todd Woodbridge     | Andrés Gómez / Emilio Sánchez   | 3–6, 7–6, 7–6 |
| 1992 | Jacco Eltingh / Paul Haarhuis        | Sergio Casal / Emilio Sánchez   | 6–3, 6–4      |
| 1993 | Bernd Karbacher / Andrej Ol'chovskij | Byron Black / Brett Steven      | 2–6, 7–6, 6–1 |
| 1994 | Jan Apell / Jonas Björkman           | Jacco Eltingh / Paul Haarhuis   | 6–4, 7–6      |

### Doppio femminile
| Anno | Vincitrici                         | Finaliste                           | Punteggio     |
| ---- | ---------------------------------- | ----------------------------------- | ------------- |
| 1985 | Linda Gates / Lynn Lewis           | Cecilia Fernandez / Helena Manset   | 7–6, 6–4      |
| 1986 | Laura Glitz / Jennifer Goodling    | Jennifer Fuchs / Dena Levy          | 6–3, 3–6, 6–0 |
| 1987 | Jennifer Goodling / Wendy Wood     | Patrícia Medrado / Cláudia Monteiro | 5–7, 6–2, 6–3 |
| 1988 | Ann Henricksson / Julie Richardson | Lea Antonoplis / Cammy MacGregor    | 6–3, 3–6, 7–5 |
| 1989 | Michelle Jaggard / Hu Na           | Sandra Birch / Debbie Graham        | 6–3, 6–2      |
| 1990 | Alysia May / Nana Miyagi           | Linda Ferrando / Wiltrud Probst     | 6–4, 5–7, 6–3 |
| 1991 | Rachel McQuillan / Claudia Porwik  | Nicole Arendt / Shannan McCarthy    | 6–2, 6–4      |
| 1992 | Alexia Dechaume / Florencia Labat  | Ginger Helgeson / Shannan McCarthy  | 6–3, 1–6, 6–2 |
| 1993 | Rachel McQuillan / Claudia Porwik  | Florencia Labat / Barbara Rittner   | 4–6, 6–4, 6–2 |
| 1994 | Meredith McGrath / Larisa Neiland  | Pam Shriver / Elizabeth Smylie      | 6–2, 6–2      |